# Усадьба А. Я. Пальцевой
Усадьба А. Я. Пальцевой — архитектурный ансамбль в историческом центре Нижнего Новгорода. Главный дом усадебного комплекса построен в 1828—1830 годах. Автор проекта — нижегородский губернский архитектор И. Е. Ефимов. Усадьба расположена в пределах исторической территории Старый Нижний Новгород в непосредственной близости от Театральной площади.
Главный дом и вплотную пристроенный флигель составляют северную часть усадебного комплекса, выходящую на красную линию улицы Пискунова и стоят на охране, как памятник истории. Дворовый флигель (дом 9в) снят с охраны.
Усадьба связана с деятельностью основоположников русской фотографии А. О. Карелина и М. П. Дмитриева. Более сорока лет в зданиях усадьбы располагался фотопавильон Дмитриева. В наши дни здесь расположен Русский музей фотографии.

## История
В начале XIX века на пустопорожнем участке титулярный советник Степан Петрович Березовский возвёл двор с деревянным строением. В Нижнем Новгороде, застройка которого была преимущественно деревянной, часто случались пожары, один из которых в 1810-х годах уничтожил строение Березовского. Место недолго оставалось незастроенным. Приехавший из-за границы аптекарь Карл Румель купил участок и возвёл на нём в 1828—1830 годах каменный двухэтажный дом. Чертежи не сохранились, но автором считают губернского архитектора Ивана Ефимовича Ефимова, по проектам которого в городе построены схожие по архитектурному решению здания: дом № 30 по улице Грузинской, № 5 по улице Варварской, № 32 по улице Пискунова.
В начале 1830-х годов усадьба перешла во владение провизора Фёдора Ивановича Томаса. На протяжении второй половины XIX века участком последовательно владели купеческая вдова Варвара Егоровна Николаева, мещанин Онисифор Кузнецов, купеческая жена Авдотья Яковлевна Пальцева. В 1860 году помощником архитектора Николаем Богдановичем Фельдтом был составлен план переустройства дома, с возведением каменной галереи. План не был реализован. В 1869 году по специальному проекту дверь в торговую лавку в центре первого этажа была переделана в окно, увеличились окна полуподвального этажа. В 1880-х годах дом был надстроен третьим этажом и сохранился в таком виде до настоящего времени.
В начале 1870-х годов владелица усадьбы А. Я. Пальцева на месте старого каменного флигеля, примыкавшего к главному дому, возвела новый двухэтажный флигель, имевший сплошное остекление по второму этажу, специально предусмотренное для фотографической деятельности. Как правило, в то время фотоателье располагались на чердаках или верхних этажах и имели остеклённые поверхности на крыше и, по возможности, стеклянную стену, чтобы обеспечить максимальный доступ света. Именно в этом флигеле жили и работали известные фотографы Андрей Осипович Карелин — основоположник жанровой фотографии и Максим Петрович Дмитриев — основатель публицистической фотографии в России. Карелин открыл в здании свою мастерскую «Фотография и живопись» в 1873 году Дмитриев получил разрешение на открытие фотосалона в помещениях 7 февраля 1886 года.
Павильон Дмитриева на бывшей Осыпной (Пискунова) улице просуществовал более сорока лет. Он занимал второй этаж каменного дома над книжным магазином Л. З. Гей. На третьем этаже жила семья фотографа. Фотопавильон располагался на втором этаже флигеля, фотолаборатория и зал ожиданий для клиентов находились на втором этаже трёхэтажного главного дома. Помещения первого этажа главного дома не использовались под фотоателье и сдавались в аренду под типографию, литографию, фототипию, мастерские и магазины.
В конце 1929 года фотоателье было экспроприировано советской властью. С декабря фотоателье М. П. Дмитриева стало государственным предприятием — фотографией ДТК (детской трудовой коммуны) и находилось в подчинении у краевой комиссии по улучшению жизни детей при Нижегородском крайисполкоме. Дмитриев работал в должности художественного директора и павильонного фотографа до 1940 года.
В послевоенные годы в зданиях разместились различные учреждения: фотография (до пожара 1946 года), швейно-обувное ателье облегпрома, ателье № 6 Текстильшвейторга, областной бибколлектор и другие. Долгое время в доме работало ателье по пошиву одежды.
В 1992 году в усадьбе при участии Нижегородского фотографического фонда «Дмитриев и Карелин» был создан и открыт Русский музей фотографии, ставший с 2000 года государственным учреждением культуры Нижегородской области Русский музей фотографии.